# Marest-sur-Matz
Marest-sur-Matz település Franciaországban, Oise megyében. Lakosainak száma 377 fő (2022. január 1.). Marest-sur-Matz Chevincourt, Élincourt-Sainte-Marguerite, Mélicocq, Vandélicourt és Villers-sur-Coudun községekkel határos.

## Népesség
A település népességének változása:
| Lakosok száma | 409  | 414  | 421  | 406  | 402  | 394  | 388  | 380  | 377  |
|               | 2013 | 2015 | 2016 | 2017 | 2018 | 2019 | 2020 | 2021 | 2022 |